# Nile (Band)
Nile (englisch für ‚Nil‘) ist eine Technical-Death-Metal-Band aus Greenville, South Carolina in den Vereinigten Staaten, deren Musik sich durch ägyptische Einflüsse auszeichnet.

## Geschichte
Die Band wurde im Jahr 1993 vom Gitarristen und Sänger Karl Sanders, dem Bassisten und Sänger Chief Spires und dem Schlagzeuger Pete Hammoura gegründet. Im Jahr 1995 folgte mit Festivals of Atonement über ihr eigenes Label Anubis Records eine erste EP. Es schlossen sich Touren zusammen mit Obituary und Deicide an. Visceral Productions veröffentlichte 1997 die nächste EP Ramses Bringer of War. Jedoch ging das Label bankrott, noch ehe die Band ein Album bei diesem veröffentlichen konnte.
Kurze Zeit später kam Gitarrist Dallas Toler-Wade zwecks Live-Unterstützung zur Besetzung. 1999 erschien über Relapse Records das noch als Trio eingespielte Debütalbum Amongst the Catacombs of Nephren-Ka. Um das Album zu bewerben, schlossen sich eine US-Tournee sowie eine weltweite Tour mit Morbid Angel an. Auf dem nächsten Album Black Seeds of Vengeance war Derek Roddy als neuer Schlagzeuger zu hören, da sich Pete Hammoura kurz vor der Aufnahmesession den Arm gebrochen hatte. Aufgrund von persönlichen Differenzen verließen Schlagzeuger Hammoura und Bassist Spires die Besetzung. Auf der folgenden Tour zusammen mit Incantation und Impaled waren Tony Laureano als Schlagzeuger und Jon Vesano als Bassist vertreten. In dieser Besetzung kamen die Aufnahme des Albums In Their Darkened Shrines und eine Tour zusammen mit Hate Eternal, Origin und Arch Enemy zustande. 2003 hielt die Band außerdem eine Tournee durch Nordamerika mit Kreator, Amon Amarth und Vader ab, der Konzerte mit Misery Index und Dew-Scented in Europa folgten.
Zwischenzeitlich konzentrierten sich die Mitglieder auf andere Projekte: Laureano stieg bei Dimmu Borgir ein, während Toler-Wade ein Nebenprojekt startete. Sanders veröffentlichte ebenfalls mit Saurian Meditation ein Soloalbum. 2004 kam George Kollias als neuer Schlagzeuger zur Band. Diese veröffentlichte 2005 die EP Lashed to the Slave Stick und das Album Annihilation of the Wicked. Es folgten eine Tour mit King Diamond sowie eine weitere Welttournee, auf der Joe Payne als neuer Bassist vertreten war. Nach ein paar Besetzungswechseln übernahm Toler-Wade neben Sanders nun auch den Gesang, während der Bass von Sessionmusikern eingenommen wurde. Es folgte eine weitere Tour zusammen mit Six Feet Under, disbelief, Dying Fetus und Cataract und eine Japantournee mit The Haunted und Exodus. Außerdem spielte die Band auch in Deutschland zusammen mit Unleashed, Pungent Stench, Behemoth und Incantation. Im Jahr 2006 trat die Band unter anderem auch in Deutschland zusammen mit Psycroptic, Yyrkoon und Devastator auf. Zudem hatte die Band einen Vertrag bei Nuclear Blast unterzeichnet, worüber 2007 die Single Papyrus Containing the Spell to Preserve Its Possessor Against Attacks from He Who Is in the Water und das Album Ithyphallic folgten. Kurz nach der Veröffentlichung des Albums ging die Band zusammen mit Decapitated auf eine Tour durch Australien. Zudem war die Band Teil der Ozzfest-Tour und gab einige Auftritte mit Chthonic.
Im Dezember 2007 spielte die Band zusammen mit Six Feet Under, Finntroll und Belphegor. Während einiger weiterer Touren schrieb Sanders an neuem Material und veröffentlichte im April 2009 das Soloalbum Saurian Exorcism. Ende 2009 schloss sie das nächste Album Those Whom the Gods Detest an. Danach hielt die Gruppe eine Europatournee zusammen mit Grave und Krisiun ab, ehe im Frühjahr 2010 Auftritte in den USA zusammen mit Immolation absolviert wurden. Im Jahr 2012 ging die Band auf eine weitere Welttournee und spielte dabei auch unter anderem im indonesischen Jakarta zusammen mit D.R.I. und Suffocation. Im selben Jahr erschien mit At the Gate of Sethu ein neues Album. Zudem war Todd Ellis als neuer Bassist zur Band gekommen, da der Kontakt zu Bassist Chris Lollis bei den Arbeiten zum neuen Album abgebrochen war. Das Album wurde wie bereits sein Vorgänger von Neil Kernon produziert.
Unter den nachfolgenden diversen Konzerten waren gegen Ende 2012 einige in Deutschland zusammen mit Morbid Angel, Kreator und Fueled by Fire. 2013 bildete die Teilnahme am 70000 Tons of Metal 2013 einen Jahres-Höhepunkt.

## Stil
Herausragende Merkmale der Band sind unter anderem die sehr genau erarbeiteten Texte, die alte ägyptische Schriftstücke (wie das ägyptische Totenbuch oder das Buch des Apophis), Gottheiten und Sagen darstellen und auch komplett nacherzählen. Sanders bezieht dabei seine Informationen aus Literatur, Fernsehen und Websites von Universitäten. Für Toler-Wade passt die „brutale Aggression“ der Epoche perfekt zum Death Metal. Auf dem Debüt Amongst the Catacombs of Nephren-Ka spielte die Band aggressiven Death Metal, der textlich stark durch die Werke von H. P. Lovecraft inspiriert wurde. Auf dem Album Black Seeds of Vengeance gab sich die Band textlich und geschwindigkeitsmäßig abwechslungsreich, wobei auch hier Einsatz von ägyptisch klingender Musik charakteristisch war. In Their Darkened Shrines wurde wie gewöhnlich durch ägyptische Mythologie und die Werke von H. P. Lovecraft beeinflusst. Gitarrenriffs wie in dem Lied Unas Slayer of the Gods erinnern an die Doom-Metal-Band Candlemass. Annihilation of the Wicked gab sich laut Sanders spontaner als der Vorgänger, wobei man sich erneut textlich bei ägyptischen Schriften und den Werken Lovecrafts bediente. Auf dem Album Ithyphallic spielte die Band technisch anspruchsvollen, schnellen Death Metal. Auf dem Album ließ sich die Band textlich weniger durch die ägyptische Geschichte, sondern mehr durch Lovecrafts Werk Necronomicon beeinflussen. Those Whom the Gods Detest zeichnete sich vor allem durch das schnelle Spiel des Schlagzeugs sowie das technisch anspruchsvolle Spiel der Instrumente aus. Zudem werden auch hier gelegentlich Einflüsse aus dem Doom Metal hörbar. Auf dem Album hat im Vergleich zum Vorgänger Karl Sanders wieder mehr Gesangsanteile, wobei aber Toler-Wade noch immer den Großteil übernahm. Auf dem Album At the Gate of Sethu waren erstmal progressive Züge erkennbar.

## Diskografie

### Studioalben
| Jahr | Titel Musiklabel                                    | Höchstplatzierung, Gesamtwochen, AuszeichnungChartplatzierungen (Jahr, Titel, Musiklabel, Platzierungen, Wochen, Auszeichnungen, Anmerkungen) | Höchstplatzierung, Gesamtwochen, AuszeichnungChartplatzierungen (Jahr, Titel, Musiklabel, Platzierungen, Wochen, Auszeichnungen, Anmerkungen) | Höchstplatzierung, Gesamtwochen, AuszeichnungChartplatzierungen (Jahr, Titel, Musiklabel, Platzierungen, Wochen, Auszeichnungen, Anmerkungen) | Höchstplatzierung, Gesamtwochen, AuszeichnungChartplatzierungen (Jahr, Titel, Musiklabel, Platzierungen, Wochen, Auszeichnungen, Anmerkungen) | Anmerkungen                             |
| Jahr | Titel Musiklabel                                    | DE | AT | CH | US | Anmerkungen                             |
| ---- | --------------------------------------------------- | --- | --- | --- | --- | --------------------------------------- |
| 1998 | Amongst the Catacombs of Nephren-Ka Relapse Records | — | — | — | — | Erstveröffentlichung: 28. April 1998    |
| 2000 | Black Seeds of Vengeance Relapse Records            | — | — | — | — | Erstveröffentlichung: 5. September 2000 |
| 2002 | In Their Darkened Shrines Relapse Records           | — | — | — | — | Erstveröffentlichung: 20. August 2002   |
| 2005 | Annihilation of the Wicked Relapse Records          | — | — | — | — | Erstveröffentlichung: 24. Mai 2005      |
| 2007 | Ithyphallic Nuclear Blast                           | DE76 (1 Wo.)DE | — | — | US162 (1 Wo.)US | Erstveröffentlichung: 17. Juli 2007     |
| 2009 | Those Whom the Gods Detest Nuclear Blast            | — | — | — | US160 (1 Wo.)US | Erstveröffentlichung: 3. November 2009  |
| 2012 | At the Gate of Sethu Nuclear Blast                  | DE27 (1 Wo.)DE | AT61 (1 Wo.)AT | CH61 (1 Wo.)CH | US131 (1 Wo.)US | Erstveröffentlichung: 3. Juli 2012      |
| 2015 | What Should Not Be Unearthed Nuclear Blast          | DE73 (1 Wo.)DE | — | CH71 (1 Wo.)CH | — | Erstveröffentlichung: 28. August 2015   |
| 2019 | Vile Nilotic Rites Nuclear Blast                    | DE54 (1 Wo.)DE | — | — | — | Erstveröffentlichung: 1. November 2019  |
| 2024 | The Underworld Awaits Us All Napalm Records         | DE20 (1 Wo.)DE | AT11 (1 Wo.)AT | CH39 (1 Wo.)CH | — | Erstveröffentlichung: 23. August 2024   |

### EPs
- 1995: Festivals of Atonement
- 1997: Ramses Bringer of War
- 2002: Unas Slayer of the Gods
- 2004: Execration Text
- 2005: Lashed to the Slave Stick
- 2011: Worship the Animal (Wiederveröffentlichung ihres ersten Demos aus dem Jahr 1994)

### Sonstiges
- 1994: Nile (Demo)
- 1996: Ramses Bringer of War (Demo)
- 1999: In the Beginning (Wiederveröffentlichung der EPs "Festivals of Atonement" und "Ramses Bringer of War")
- 2003: Sarcophagus (Single)
- 2007: Legacy of the Catacombs (Best-of + DVD)
- 2007: Papyrus Containing the Spell to Preserve Its Possessor Against Attacks from He Who Is in the Water (Single)

## Galerie

Nile, live auf dem Metal Frenzy Open Air 2025
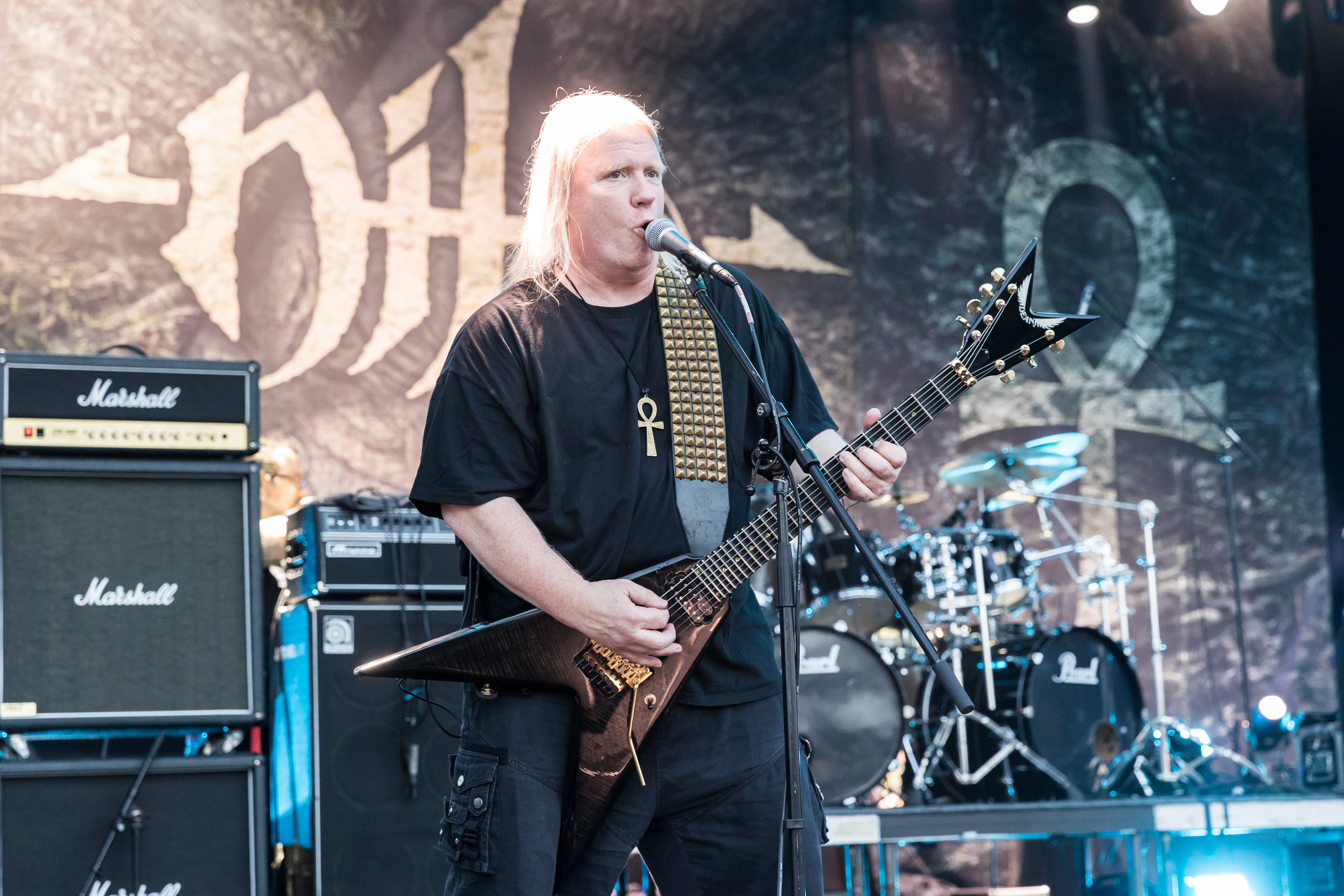
Sänger Karl Sanders
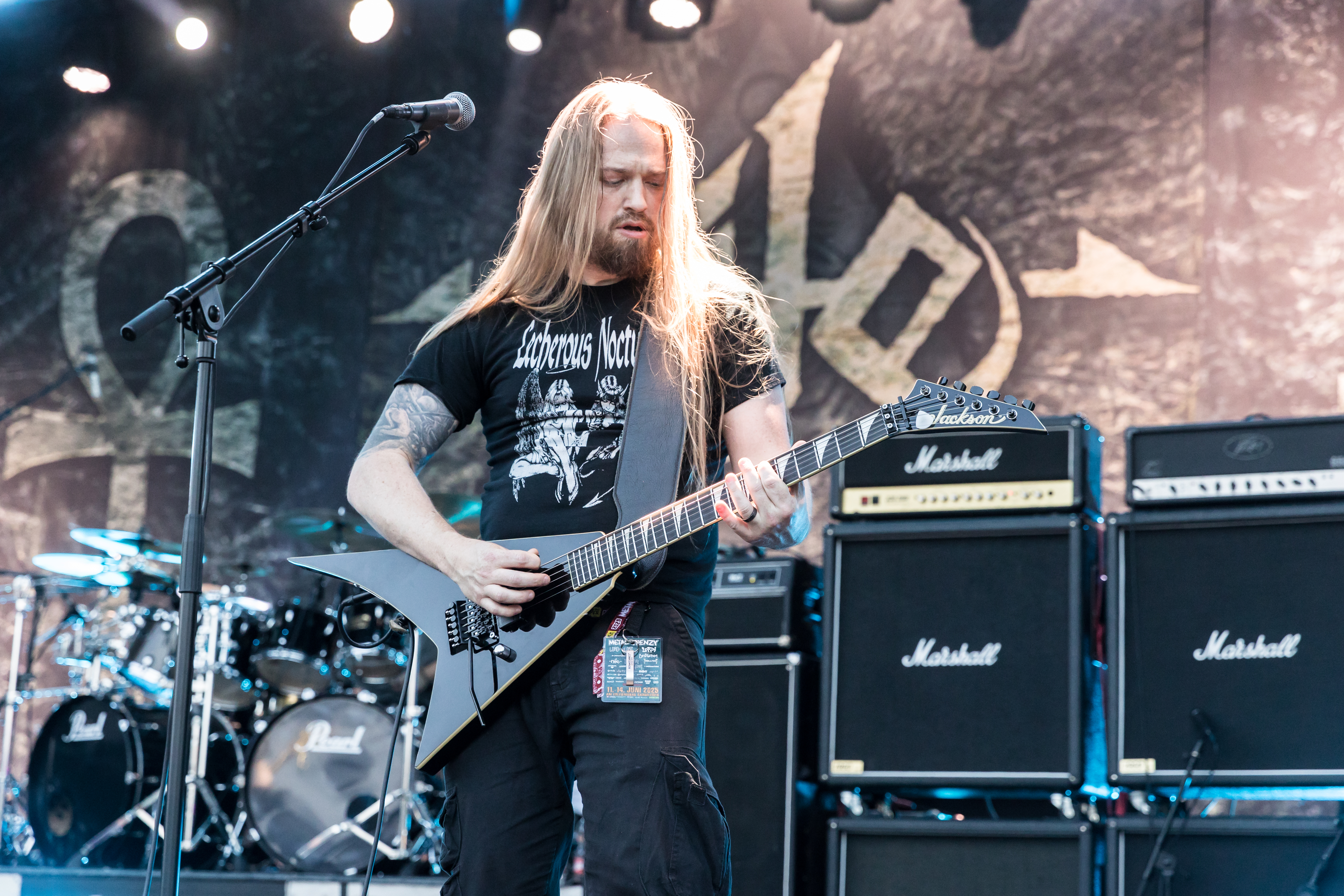
Gitarrist Brian Kingsland
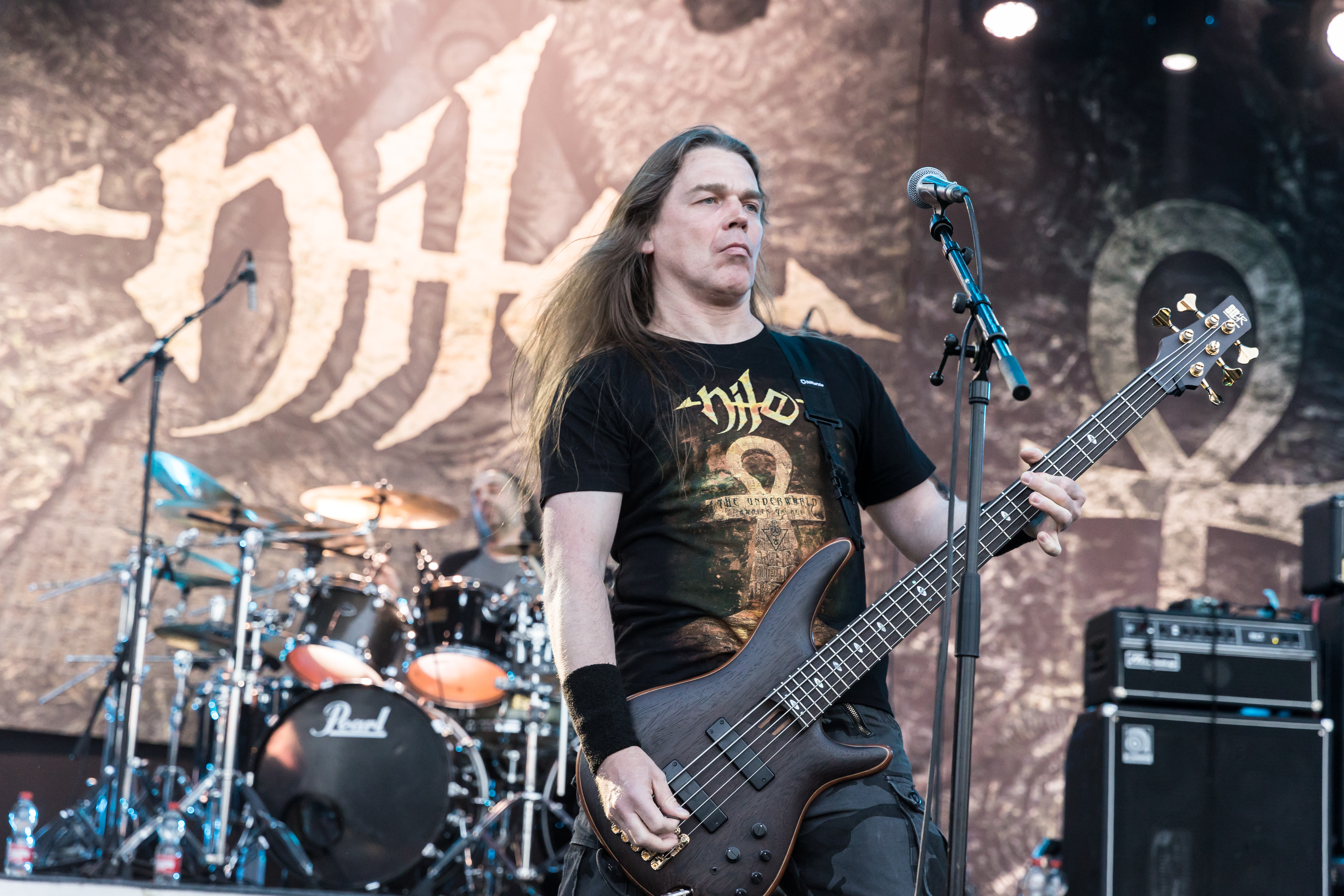
Bassist Dan Vadim Von
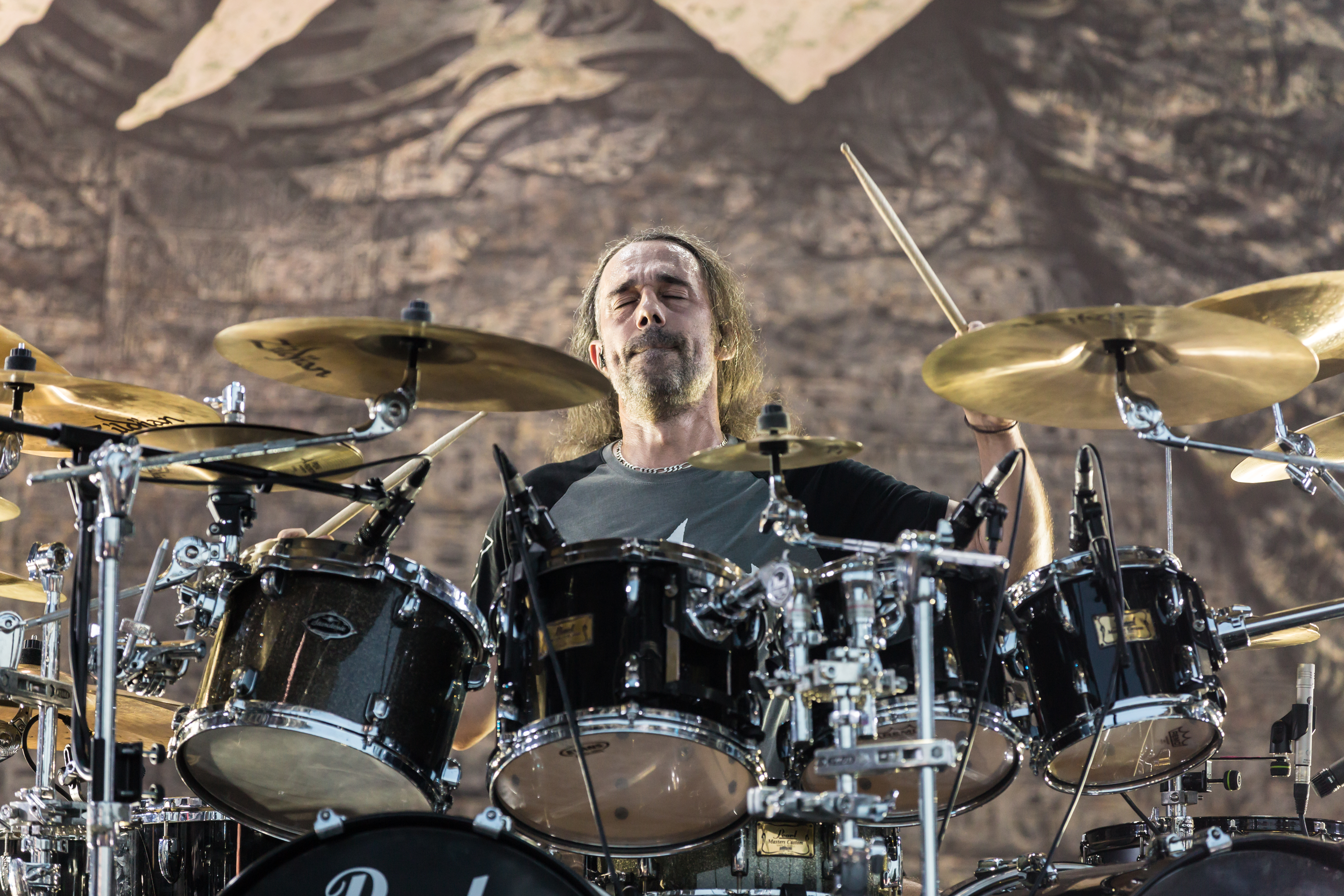
Schlagzeuger George Kollias